# Station Os
Station Os is een station in  Os in fylke Innlandet  in  Noorwegen. Het station werd geopend in 1877. In  1958 werd het huidige stationsgebouw in gebruik genomen. Os ligt aan  Rørosbanen. 